# Jasoň červenooký
Jasoň červenooký (Parnassius apollo Linné, 1758) je druh motýla z čeledi otakárkovitých (Papilionidae), patřící do rodu jasoňů (Parnassius).
Z celosvětového hlediska je klasifikován jako zranitelný, v České republice byl ve 20. století vyhuben, ale v roce 1986 znovu vysazen, takže podle českých zákonů jde o kriticky ohrožený druh. Vzácnost druhu a oddělenost jednotlivých populací vede k existenci značného množství poddruhů (více než 160).
Je to velký motýl (rozpětí křídel 7–8,4 cm) s bílými křídly s černými a červenými skvrnami, housenka je černá s oranžovými skvrnami, kukla je červenohnědá, ojíněná modrobílým práškem, vajíčko je bílé, o rozměrech asi 1–1,5 mm.
Žije v alpínských ekosystémech, zejména na horských skalnatých stráních, vyskytuje se téměř po celé Evropě a velké části Asie.
Housenky se živí rozchodníky (Sedum), dospělí jedinci například nektarem fialově kvetoucími druhy bodláků. Jde o heliofilní druh, což znamená, že je aktivní především v období největšího slunečního svitu. Je pro něj charakteristický pomalý, třepetavý let.
Má jednu generaci ročně, létá v červnu až srpnu, kdy se také dospělí jedinci páří a nakladou vajíčka. Většina housenek se z nich líhne v březnu až dubnu. Housenky se zakuklují většinou v červnu, vykuklí se asi za šest týdnů.

## Popis
Jako všichni ostatní motýli prochází jasoň červenooký dokonalou proměnou. Jeho životní cyklus má tedy čtyři stádia. Prvním je vajíčko, druhým larva (v případě motýlů housenka), třetím kukla a posledním dospělec neboli imágo. Vzhledově se všechna tato stádia výrazně liší.

### Vajíčko
Vajíčko má po snesení bělavou, narůžovělou barvu, jeho rozměry jsou asi 1,7 mm v průměru a s výškou asi 0,9–1,05 mm. Vajíčko je dole zploštělé a na vrcholu mírně vyduté. Celý povrch vajíčka je značně drsný a nerovnoměrný. Vajíčko je po několika dnech nažloutle bílé, v pozdějším létě má namodrale bílý odstín.

### Housenka
Housenka je dlouhá až 50 mm, má sametově černou barvu a masitý vzhled, je žlutě nebo oranžově tečkovaná. Na těle housenky jsou v nepravidelném rozložení drobné modravé bradavky, za hlavou má masité červenooranžové osmeterium, které se při podráždění vysouvá.

### Kukla
Kukla má červenohnědou barvu, nicméně je ojíněná modrobílým práškem, takže může vypadat jako namodrale bílá. Je krátká a tlustá.

### Imágo

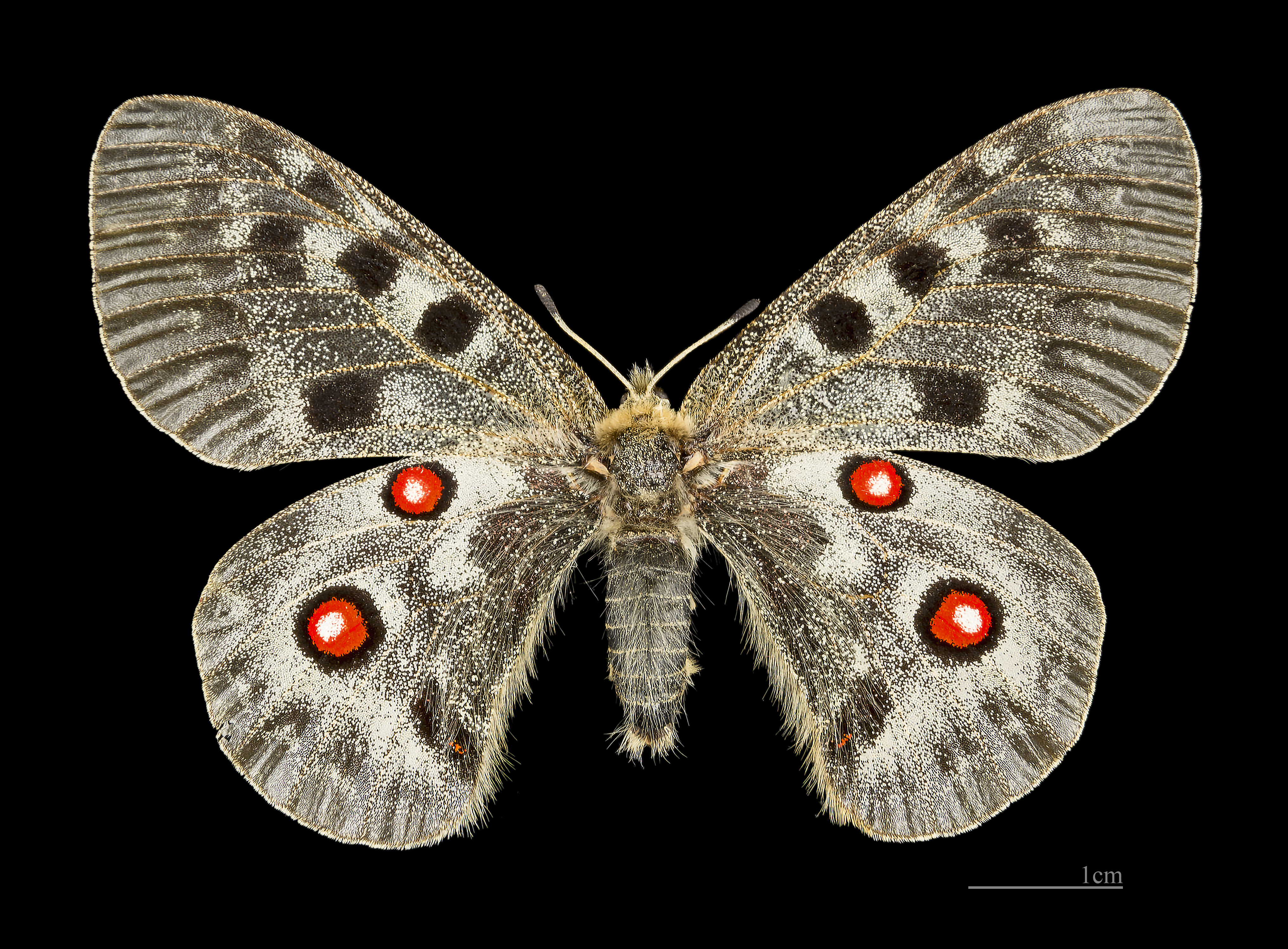
♀
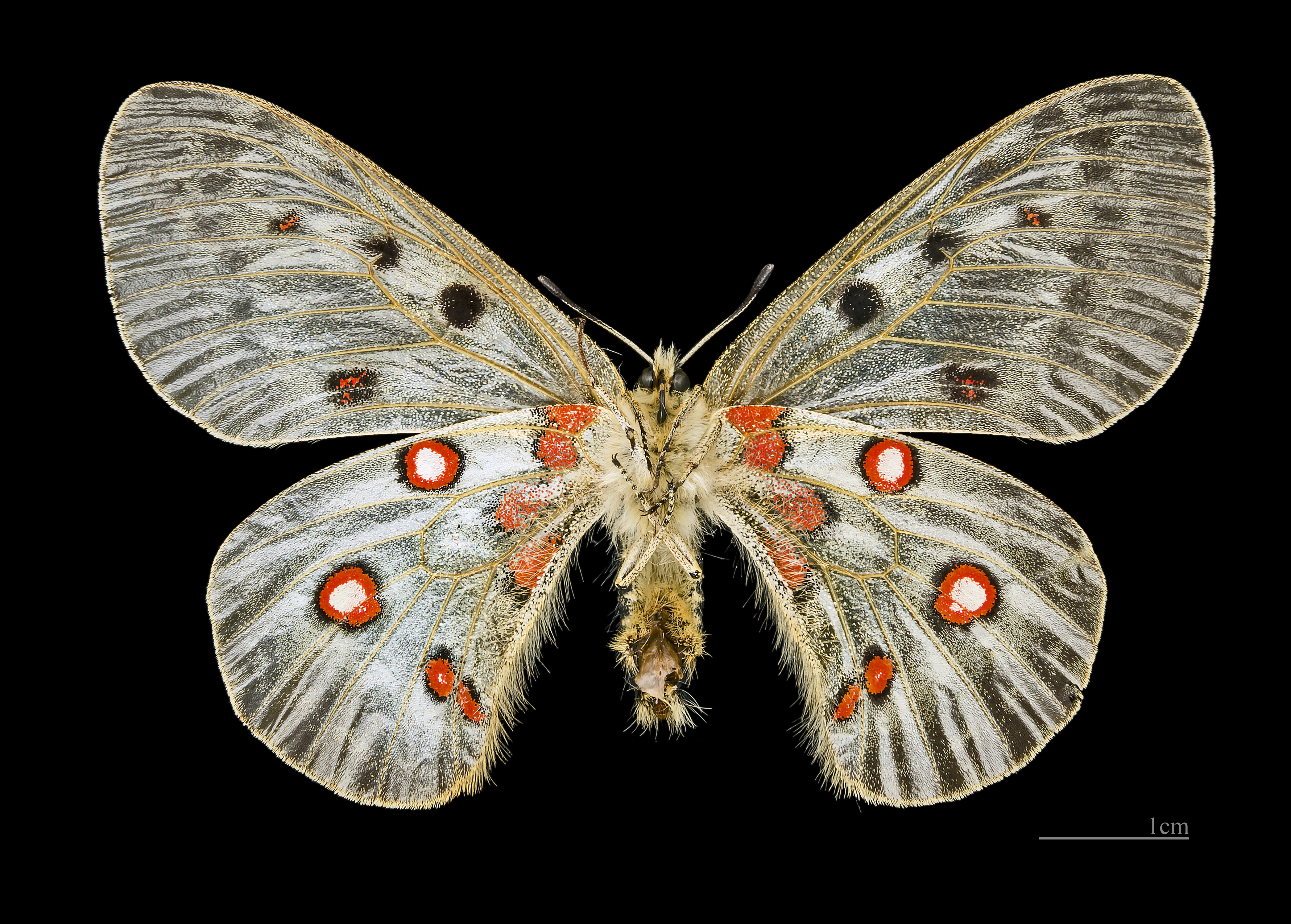
♀△
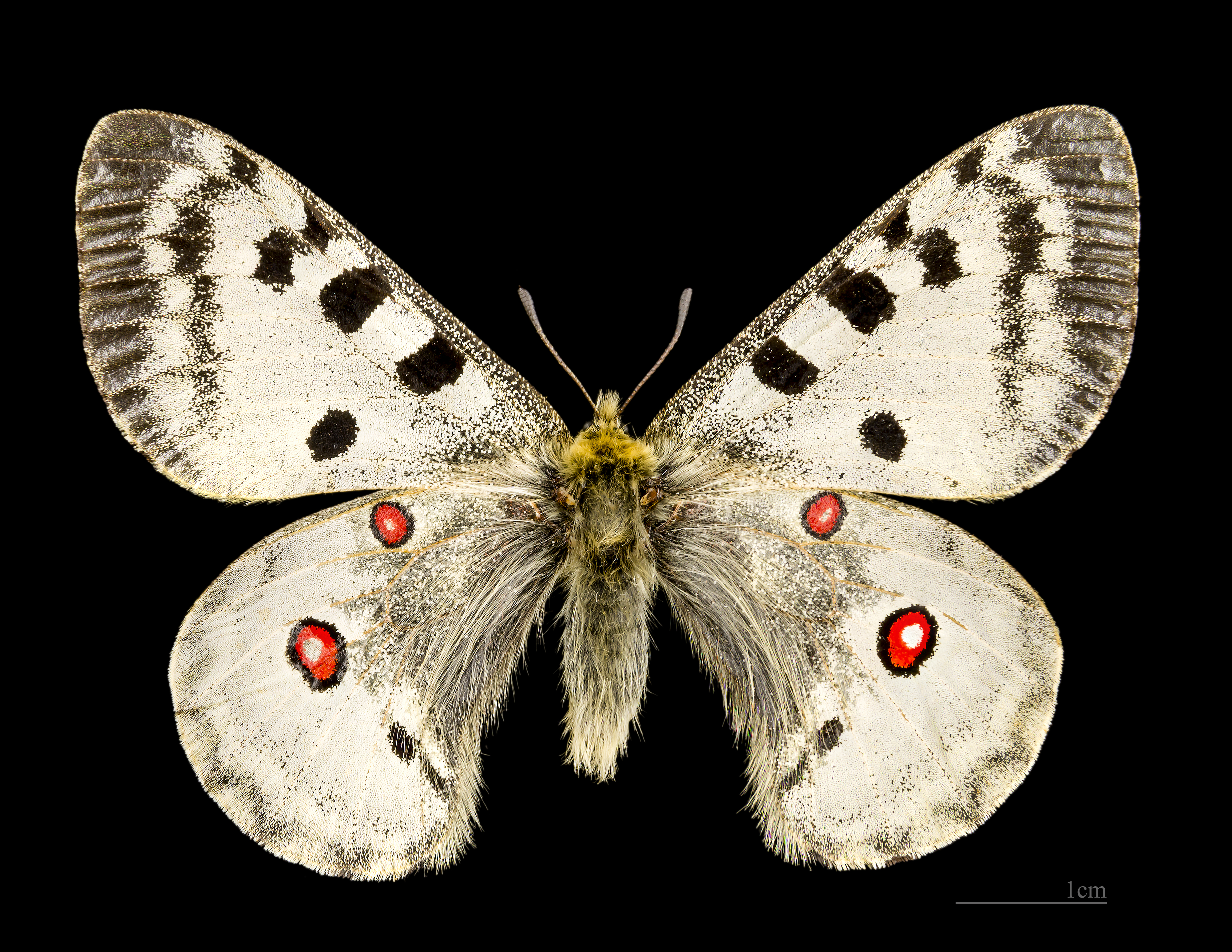
♂
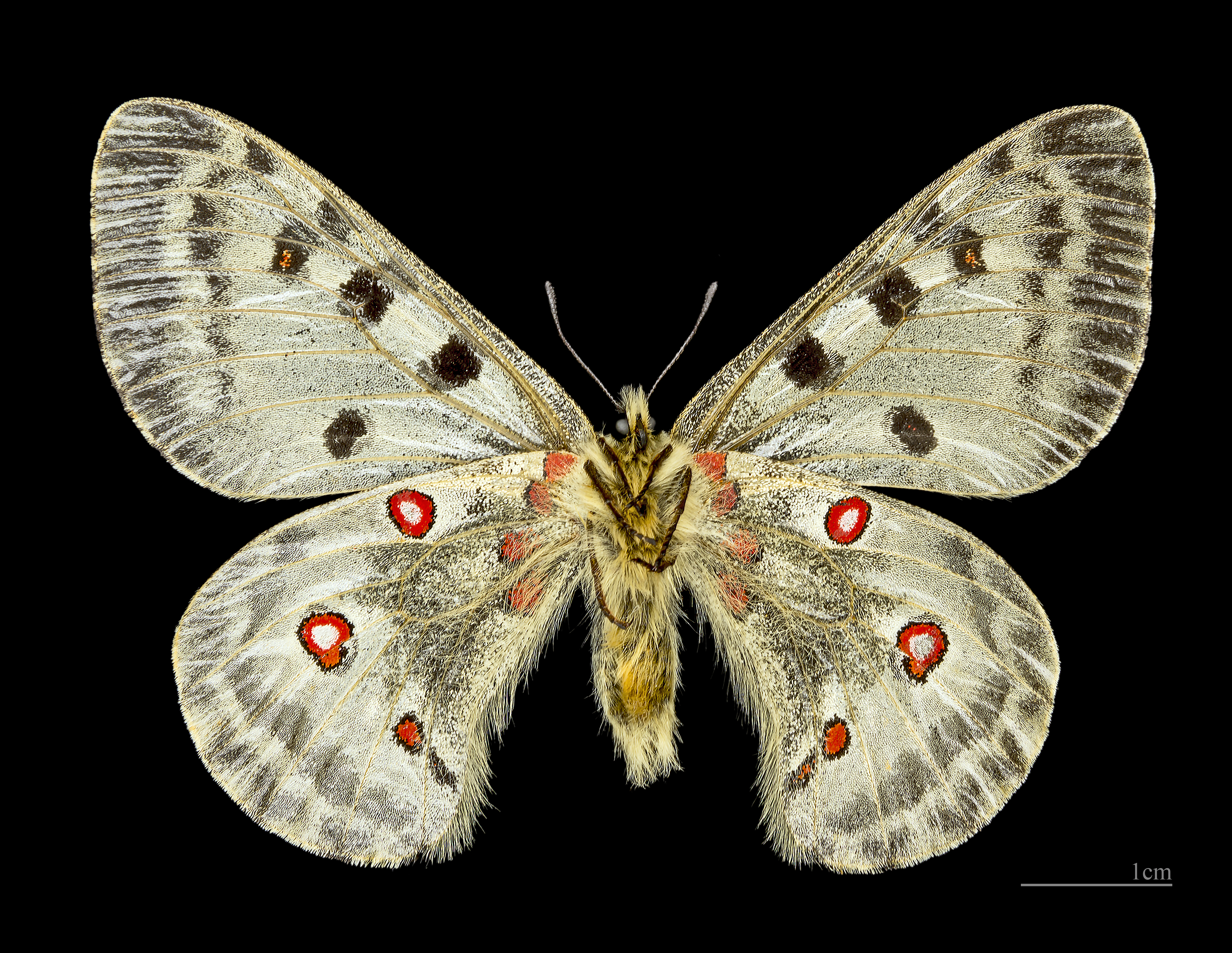
♂ △

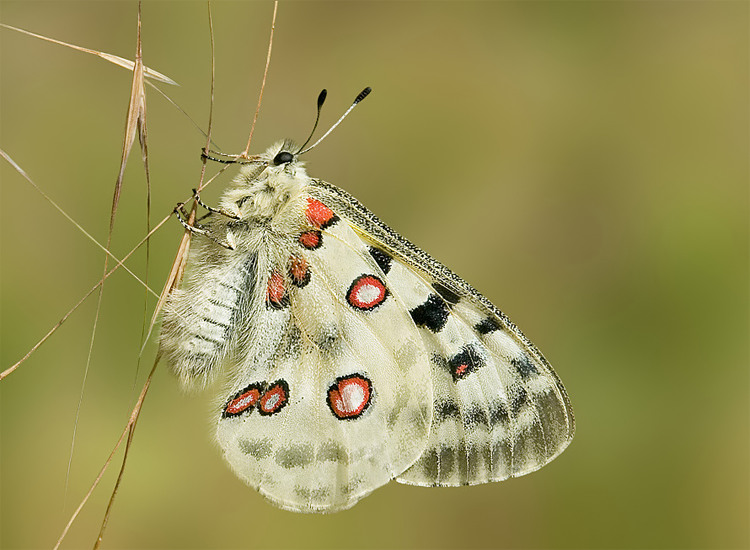
Jasoň červenooký z boku

Jasoň červenooký patří k největším denním motýlům v Evropě, má rozpětí křídel 7–8,4 cm. Je bíle zbarvený, přední křídla mají tmavé, průsvitné okraje (okraje mohou být i velmi široké, takže průsvitná může být i většina křídla). Mimoto má na předních křídlech několik (10–12) černých skvrn různého tvaru a velikosti, jejichž umístění se ale u různých jedinců příliš neliší. Průsvitné lemování má i na zadních křídlech, v porovnání s předními křídly ale výrazně užší. Na zadních křídlech jsou také čtyři červené, černě lemované skvrny, ve kterých se obvykle nachází bílá tečka (odtud také české jméno). Na spodní straně křídel bývá několik (1–3) černých, někdy červeně vyplněných skvrnek.
Tykadla jsou šedočerná, krátká a zakončená černým zvětšením kyjovitého tvaru. Povrch těla samečků je pokryt bílými chloupky, zejména na zadečku, samička je ochlupená řídce či vůbec. Má tři páry plnohodnotných nohou. Tento obvyklý vzhled se může u různých jedinců různě měnit, takže není možné nalézt dva zcela shodné jedince. Tyto odchylky mezi jednotlivci zapříčinily vznik mnoha různých poddruhů, odchylek a forem. Odlišnost těchto poddruhů, jichž je popsáno více než 160, se stále prohlubuje v souvislosti s izolací jednotlivých populací.

## Historie popisu druhu
Jasoň červenooký byl poprvé popsán v roce 1634 v díle čtyř významných přírodovědců pod vedením anglického entomologa Thomase Mouffata Insectorum sive minimorum animalium theatrum. Současný vědecký název jasoně červenookého vytvořil Carl Linné, který ho poprvé pojmenoval v roce 1758 v desátém vydání svého díla Systema naturae jako Papilio apollo. Jedinci, podle kterých byl druh v tomto díle popsán, pocházeli ze Švédska z okolí Stockholmu. Druhový název je odvozen od boha Apollóna, který byl podle řecké mytologie bohem Slunce a světla, ale také ochráncem života a pořádku na zemi.

## Ochrana

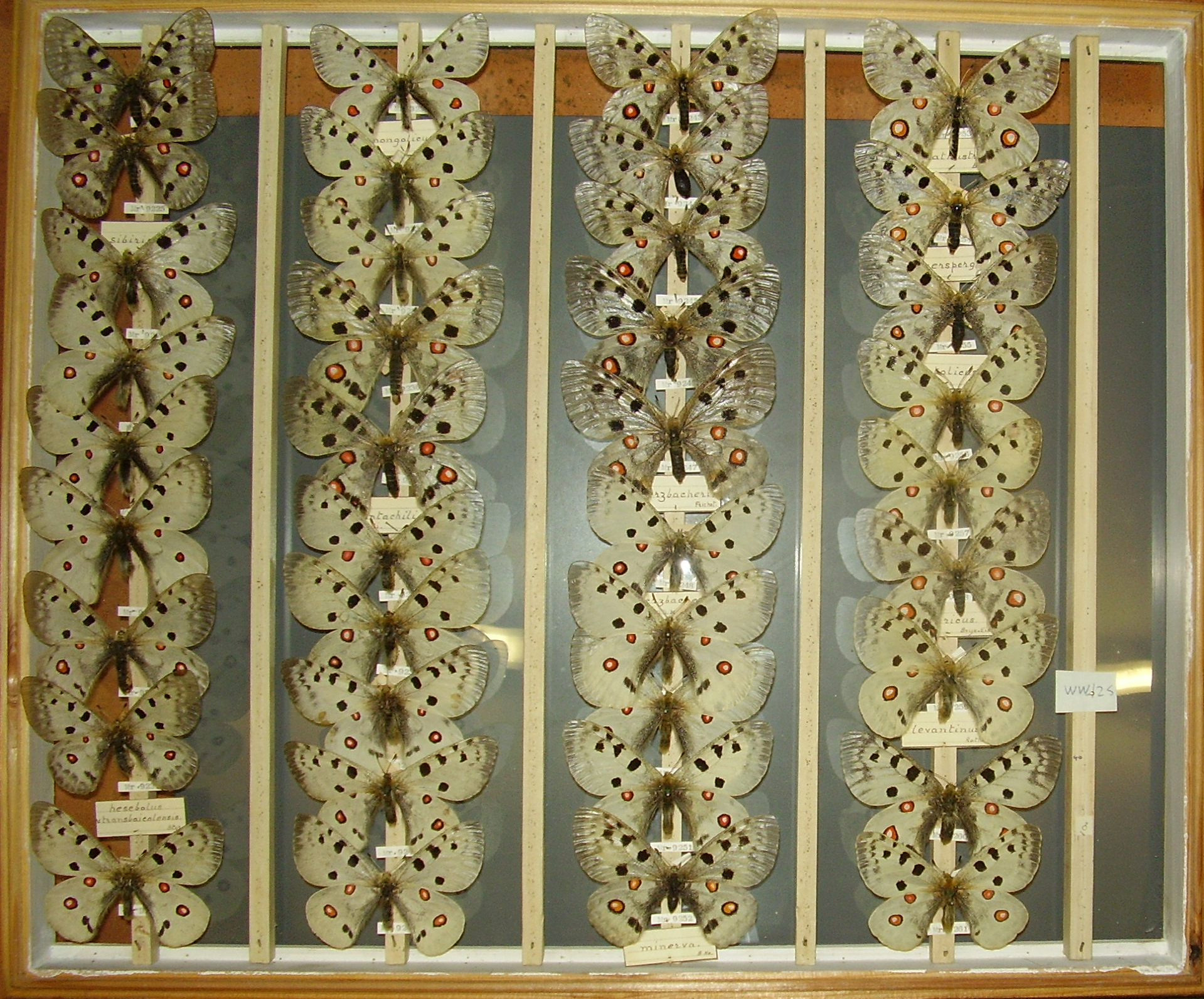
Sbírka jasoňů červenookých

Jasoň červenooký patří mezi kriticky ohrožené druhy hmyzu, jeho výskyt je reliktní. Na území České republiky byl ve 30. letech 20. století úplně vyhuben (poslední exemplář byl nalezen v roce 1935 poblíž Znojma). Od roku 1986 byli ale v opuštěném lomu Horní Kamenárka poblíž města Štramberk, kde se jasoň červenooký původně vyskytoval, vysazeni motýli, odchycení na Slovensku. Úplná reintrodukce jasoně červenookého v této lokalitě byla dokončena v roce 1994.
Podle vyhlášky 395/1992 Sb. je pokládán za kriticky ohrožený druh, podle kategorizace Červeného seznamu IUCN je klasifikován jako zranitelný, na Slovensku a v Polsku jako kriticky ohrožený, v Rakousku se klasifikace u jednotlivých spolkových zemí liší, ve většině z nich je ale jasoň červenooký hodnocen jako ohrožený (gefährdet). V seznamu CITES je uveden ve druhé příloze, což znamená, že obchodování s tímto druhem je na mezinárodní úrovni omezeno a podřízeno dozoru. Hlavní příčinou ohrožení jsou změny biotopů a protizákonný odchyt, ochrana tedy spočívá především v ochraně jeho přirozených biotopů. Jasoň červenooký je jedním z mála motýlů, u nichž má význam také ochrana jednotlivců před případným nekontrolovaným a masovým odchytem ze strany sběratelů.

## Rozšíření

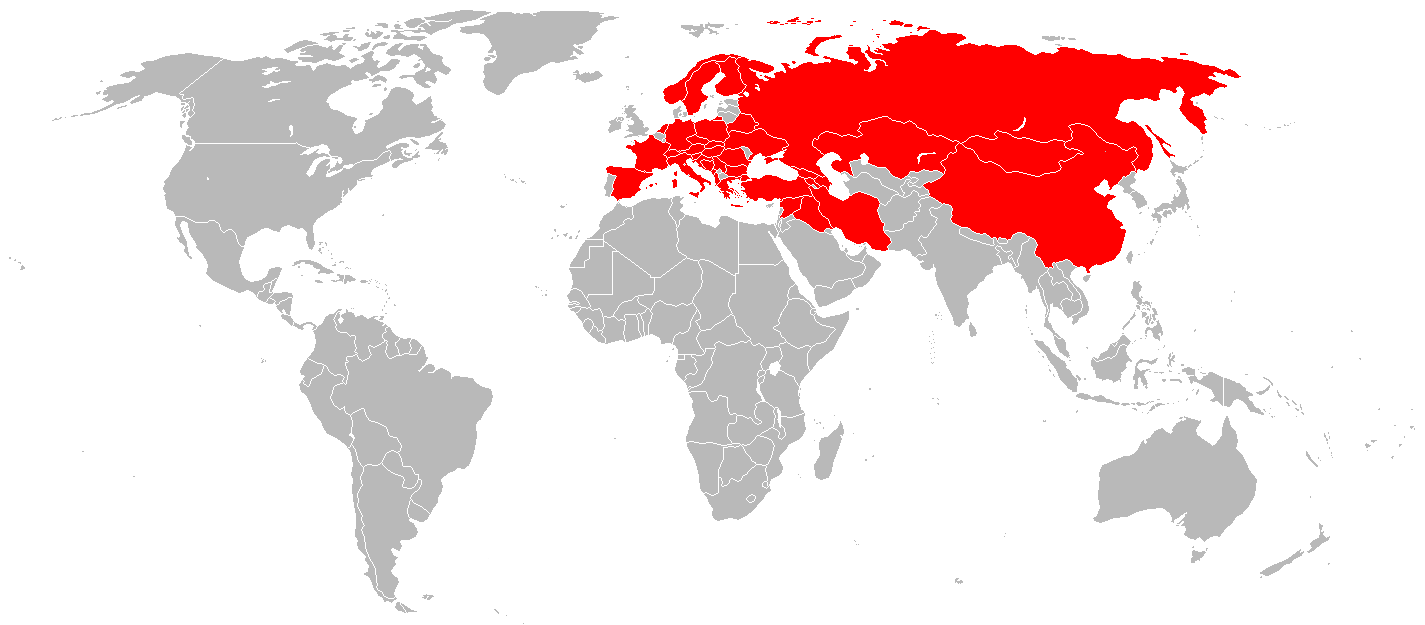
Mapka rozšíření jasoně červenookého

Jasoň červenooký se vyskytuje v celé Evropě (pouze v některých zemích nebyl výskyt dosud zjištěn, např. v Belgii nebo v Portugalsku), jeho výskyt je zaznamenán také ve Střední Asii (Čína, Írán, Irák, Mongolsko, Kyrgyzstán, Kazachstán, Sýrie
). V Litvě a Lotyšsku byl vyhuben. V České republice se vyskytuje pouze na jediném místě poblíž Štramberka.
Oblast výskytu jasoně červenookého se kryje s oblastí výskytu jeho hostitelských rostlin, na něž je vázán. Výskyt jasoně červeného je alespoň v karpatské oblasti nejčastější v nadmořských výškách od asi 800  m n. m. do asi 1300  m n. m. Jasoň červenooký je druh převážně vysokohorský. Častými biotopy jsou pro něj skalnaté stráně (např. vápencové sutě), které nejsou zarostlé stromy ani keři, ale také údolí. Nejvhodnější místa jeho výskytu jsou méně přístupné skalnaté svahy s bohatým výskytem vápnomilných rostlin. Celkově je možno většinu lokalit jeho výskytu přiřadit k alpínským ekosystémům.

## Způsob života

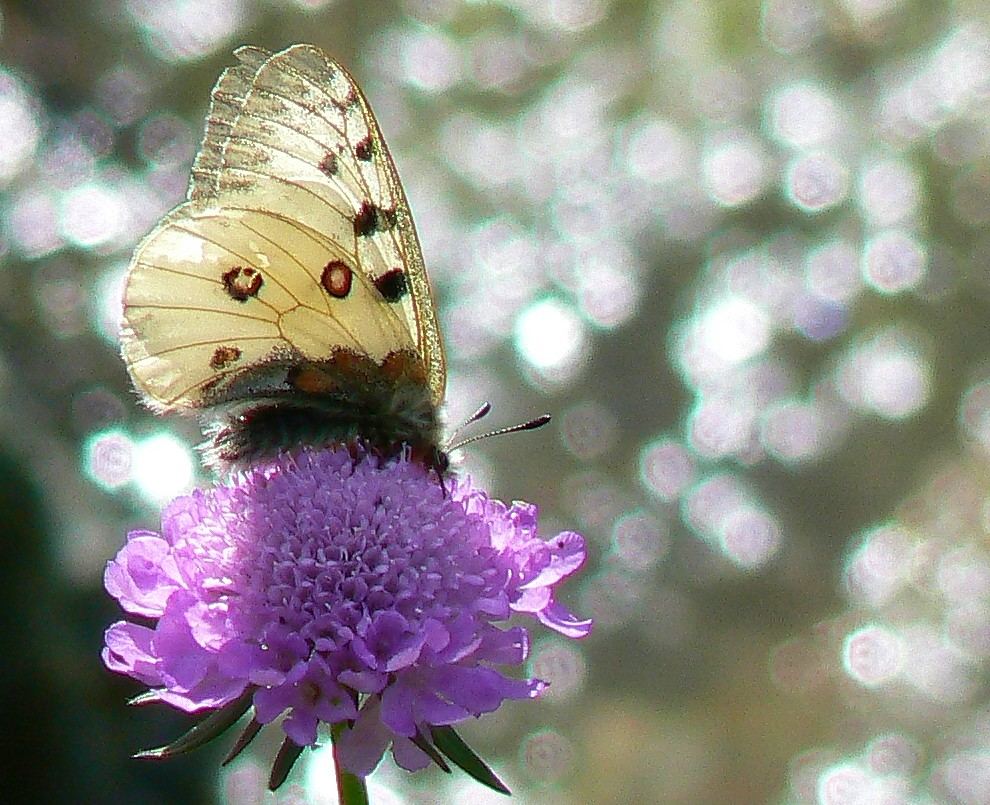
Jasoň červenooký na květu

Imága (dospělí jedinci motýlů) vylétají asi od devíti hodin, nejvíce ale okolo poledne, tedy v době největšího slunečního svitu (jde tedy o druh heliofilní), navštěvují některé druhy bodláků, chrastavce, hvozdík kartouzek (Dianthus carthusianorum), méně netřesky, starčky. Z bodláků jsou to hlavně fialově kvetoucí druhy, z chrastavců druhy z rodu Knautia. Imága létají také na květy dobromysli obecné (Origanum vulgare) a na květy hostitelských rostlin housenek, což jsou různé druhy rozchodníků z rodu Sedum (rozchodník bílý (Sedum album) a rozchodník velký (Sedum maximum syn. Hylotelephium maximum)). V květech také obvykle přenocují. Létají velmi pomalým, třepetavým letem. Po zasednutí na květ imágo roztáhne křídla a zanoří hlavu do okvětních částí květu. V období, kdy je slunce zakryté mraky, jsou imága značně letargická (netečná), nelétají, a v případě, že jsou objeveny na květu, je možno si je velmi dobře prohlédnout a vyfotografovat. Imága žijí několik týdnů.

## Rozmnožování
Jasoň červenooký patří k monocyklickým druhům, což znamená, že má pouze jednu generaci ročně. V prvních dnech po začátku období výskytu jasoně červenookého je možno na lokalitě vidět jen bezchybné exempláře samečků. Až po několika dnech (čtyřech až sedmi) se začínají na lokalitě objevovat první exempláře samiček. Samičky létají o něco těžkopádněji, jsou pomalejší, ale pokud jsou vyrušeny, dokážou velmi prudce vyletět a ztratit se mezi sutí. Samiček je podstatně méně než samečků, poměr samečků k samičkám je asi 2:1. Brzy po svém vylíhnutí jsou samičky oplodněny samečky. Kopulace probíhá v travnatém porostu na zemi, ojediněle na květech, přičemž samička obyčejně sedí na květu hlavou nahoru a sameček visí hlavou dolů. Někdy kopulace probíhá i volně na zemi na trávě, trvá až osm hodin. Na konci kopulace zůstává samičce na konci bříška zvláštní tuhý útvar ze sekretu samečkových pohlavních žláz, zvaný sphragis, který je znakem, že samička už byla oplodněna.
Jeden až dva dny po oplodnění začíná samička klást vajíčka. Klade je jednotlivě na hostitelské rostliny, případně na suchá místa poblíž, jako jsou kameny či suché větvičky a stonky rostlin. Vajíček samička snáší různý počet, obvykle jich je osmdesát až sto padesát. První vajíčka, která samička snese, jsou nejlepší kvality, z posledních vajíček se housenky líhnou jen ve velmi omezené míře. Část housenek (asi 6–10 %) se z vajíček vylíhne ještě v prvním roce koncem léta, respektive na podzim, a přezimují ve stadiu housenky v přibližně druhém instaru. Hlavní část vajíček, která přezimovala jako vajíčko, se vylíhne koncem března a v dubnu.

## Housenka a kukla

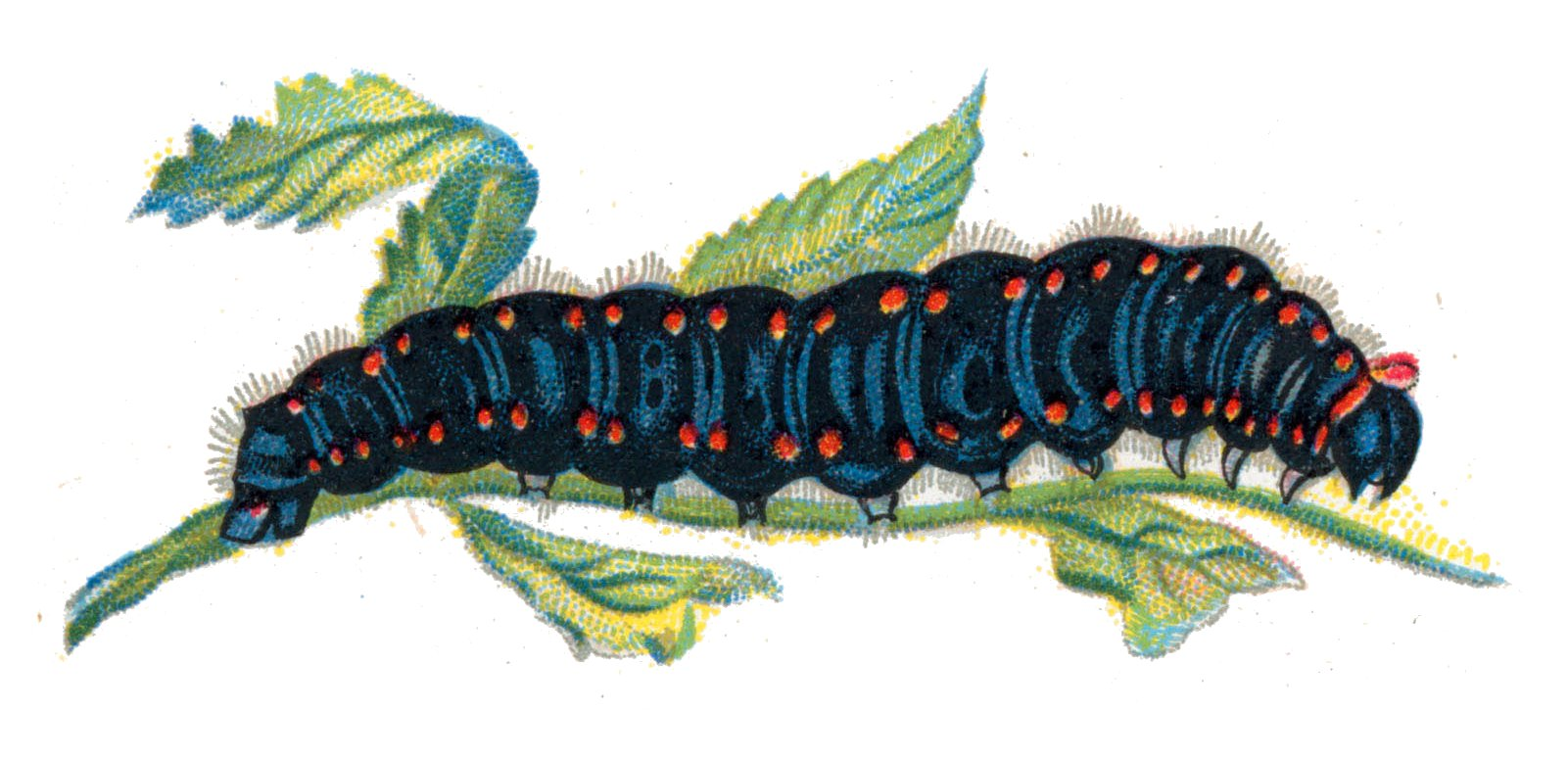
Housenka jasoně červenookého

Housenka se při vylíhnutí jenom vykouše z obalu vajíčka, obal ale nepožírá, jako je to u některých jiných druhů motýlů. Hned po vylíhnutí přeleze na lístky hostitelské rostliny, kde požírá jejich měkké, okrajové části. Růst housenky se dělí do pěti instarů, zcela doroste přibližně koncem května a následně se zakuklí. Koncem posledního instaru dorůstá housenka do délky asi 45 – 52 mm. Podobně jako imága i housenky jsou heliofilní, což znamená, že je možno se s nimi setkat hlavně přes den a v období největšího slunečního svitu.
Většina housenek se při normálním počasí zakukluje v červnu. Housenky se zakuklují na zemi nebo mezi kameny. Na zemi se kuklí ve velmi řídkém zámotku, který obsahuje jen počet vláken nezbytně nutný k zabezpečení stability kukly a případně k její ochraně. Přeměna housenky na kuklu trvá asi čtyři dny. Stadium kukly trvá ve středoevropských podmínkách asi čtyři až šest týdnů, v průměru asi pět a půl týdne. Po vykuklení je imágo vlhké, má žlutě zbarvená měkká křídla a vylučuje žlutavě hnědé mekonium (odpadní produkty metabolismu během vývoje kukly) s nádechem červené barvy.

## Hostitelské rostliny druhu

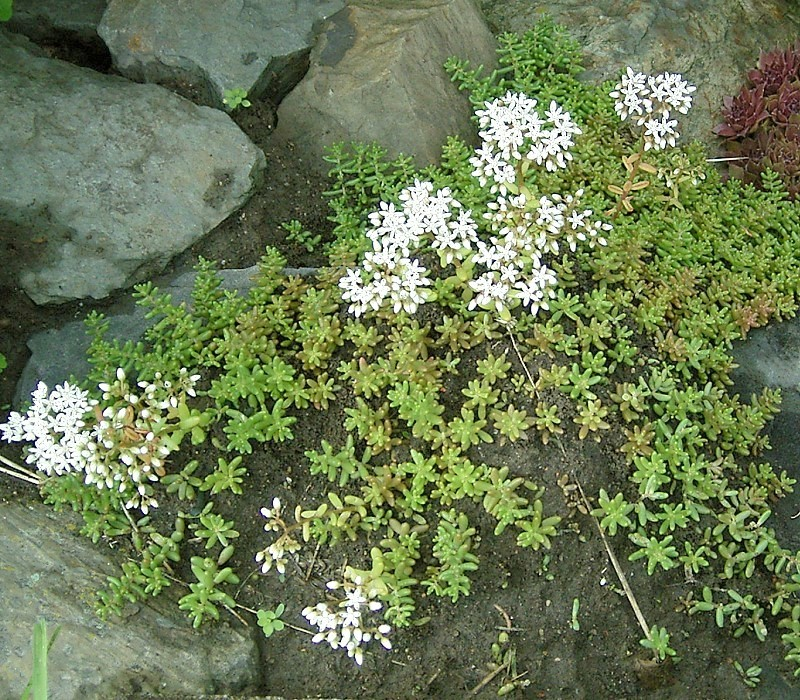
Rozchodník bílý, hlavní hostitelská rostlina housenek

Jako hostitelské rostliny housenek jsou udávány různé druhy rostlin, především rozchodníky (Sedum). Jasoň červenooký není striktní monofág, jak bylo předpokládáno dříve, spíše je možno ho označit za oligofága. Hlavní hostitelskou rostlinou většiny poddruhů jasoně červenookého je rozchodník bílý (Sedum album), méně také rozchodník velký (Sedum telephium maximum), housenky ale konzumují i jiné druhy rozchodníků, vzácně i jiné rostliny.